# Cheiramiona ferrumfontis
Cheiramiona ferrumfontis là một loài nhện trong họ Miturgidae.
Loài này thuộc chi Cheiramiona. Cheiramiona ferrumfontis được miêu tả năm 2003 bởi Lotz.